# Сабинские войны
Сабинские войны — войны римлян с сабинами в VIII—III веках до н. э.

## Войны царского времени

### Война Ромула
Сабины, наряду с латинами и этрусками, были непосредственными соседями Рима, поэтому вооруженные столкновения с ними имели место с самого начала римской истории. Как известно, первым событием после убийства Рема было именно похищение сабинянок, которое привело к войнам с Цениной, Крустумерием, Антемнами и сабинским правителем Титом Тацием (Сабинская война). По легенде, конфликт с сабинами завершился примирением и переселением части сабинов на Квиринал, а Тит Таций стал соправителем Ромула. В этом предании отражены стойкие представления римлян о смешанном латино-сабинском характере древнейшей римской общины. Среди современных исследователей нет единства по поводу хронологии сабинского проникновения в Рим, однако, многие признают, что оно могло происходить с самого начала римской истории; некоторые даже допускают, что Тит Таций мог быть реальным лицом, в отличие от явно мифического Ромула.

### Войны Тулла Гостилия
Следующая война состоялась в правление Тулла Гостилия, после победы римлян над Альба-Лонгой. Сабины, которые, по словам Тита Ливия, в то время «лишь этрускам уступали по численности и воинской мощи», опасаясь возросших сил римлян, обратились за поддержкой к этрускам, но получили отказ. Вейенты остались верны договору, заключенному с Ромулом, а прочие города не были заинтересованы в войне с Римом. В Этрурии удалось собрать некоторое количество добровольцев и наемников. Тулл объявил сабинам войну и вторгся в их земли. В сражении у Злодейского леса (silva Malitiosa) римляне, благодаря превосходству в коннице, одержали решительную победу.
Дионисий Галикарнасский дает более подробное описание. По его словам, война продолжалась в течение двух лет. В первый год стороны сошлись в сражении, понесли большие потери, но ни одна не смогла добиться победы. На следующий год Тулл разгромил сабинов при Эрете. Исход этого сражения также долгое время был неясен, и римляне одержали победу только после того, как царь дал обет учредить праздники в честь Сатурна и Опс (Сатурналии и Опалии), а также удвоить количество салиев. Тулл Гостилий справил свой третий триумф, а с сабинами заключил мир, заставив их вернуть пленных и награбленное, а также выплатить контрибуцию.
Когда Тулл начал войну с латинами, сабины нарушили договор, разграбили пограничные районы, а затем решили выступить против римлян, заключив союз с латинами. Римский царь их опередил. Договорившись о перемирии с латинскими городами, он всеми силами обрушился на сабинов, и разгромил их у Злодейского леса, благодаря удачной кавалерийской атаке. В ходе преследования большое число врагов было уничтожено.

### Война Анка Марция
В правление Анка Марция Дионисий помещает маловразумительный рассказ ещё об одной войне с сабинами, вероятно, являющийся дублетом предыдущего. По его словам какие-то сабины из какого-то богатого города, название которого он не называет, устроили набеги на римскую территорию, а затем выступили с большим войском. Снова, как и в прошлый раз, римляне одолели врага в жестокой битве, и учинили большую резню. Ливий ничего подобного не сообщает.

### Войны Тарквиния Древнего
В правление Тарквиния Древнего произошла новая война. Ливий пишет об одном конфликте, случившемся между двумя латинскими войнами, а Дионисий о двух. Сабинское войско перешло Аниен, кровопролитное сражение не выявило победителя. Проведя дополнительный набор в кавалерию, Тарквиний вновь выступил против сабинов. По словам Дионисия, сабины и их этрусские союзники разбили лагери близ Фиден, у слияния Аниена и Тибра, наведя через Аниен наплавной мост. Римляне пустили по течению горящие плоты и уничтожили эту переправу, после чего атаковали оба лагеря и захватили их. По словам Ливия, в этих боях опять отличилась конница. Дионисий пишет, что с сабинами был заключен 6-летний мир. По утверждению Ливия, именно тогда римляне захватили Коллацию и земли к западу от неё, но по словам Дионисия, Коллация была взята в ходе предыдущей латинской войны.
Когда перемирие истекло, сабины попытались вмешаться в большую войну, которую римляне вели с этрусками, но не успели, так как римляне разбили этрусков под Эретом, и те запросили мира. Война с сабинами продолжалась пять лет, пока римляне не добились победы в сражении, где этрусскими союзными войсками командовал Аррунт Тарквиний Коллатин, а латинами Сервий Туллий. За эту победу Тарквиний справил свой третий триумф (585 год до н. э.), а на следующий год заключил с сабинами мир на очень мягких условиях.

### Война Тарквиния Гордого
Тарквиний Гордый также воевал с сабинами. Одержав победу, он обратился против вольсков, а тем временем два сабинских отряда вторглись на римскую территорию и встали у Эрета и Фиден. Вернувшись с частью войска, царь благодаря хитрости разгромил сабинов под Эретом, а те, что стояли под Фиденами, сами сдались. Ливий не сообщает об этой войне, но в Триумфальных фастах победа Тарквиния над сабинами указана.

## Война 505—502 годов до н. э.
В 505 году до н. э. сабины, посчитавшие, что свержение монархии делает прежние договоры недействительными, снова взялись за оружие. Война, продолжавшаяся с переменным успехом три года, завершилась, по словам Дионисия, победой римлян.
В 501 году до н. э. в Риме произошли беспорядки с участием сабинов, переросшие в настоящее уличное сражение. По словам Ливия, причиной было то, что сабинские юноши во время игр увели у римлян нескольких девок. Вероятно, конфликт был более серьезным, так как из-за него впервые назначили диктатора (Тита Ларция Флава) и едва не объявили войну.

## Война 495—494 годов до н. э.
В 495 году до н. э. сабины предприняли новую попытку захватить Рим. К городу подошло большое войско, а часть сабинов, проникшая в город под предлогом участия в празднике, намеревалась ударить защитникам в спину. Консул Сервилий разгромил сабинскую армию, после чего в Риме была проведена облава на сабинов. Ливий сообщает, что это была не столько война, сколько набег, и его отразили бывший диктатор Постумий и консул Сервилий, и таким образом военные действия продолжались всего один день.
Провести набор войск для продолжения войны в 495 году до н. э. не удалось, так как плебеи ненавидели консула Аппия Клавдия. В 494 году до н. э., когда военные действия пришлось одновременно вести с вольсками, эквами и сабинами, а в самом Риме началась первая плебейская сецессия, диктатором был назначен Маний Валерий Волуз. Сабины заключили союз с медуллийцами, отпавшими от Рима. Так как сабины представляли наибольшую угрозу, диктатор направился против них и нанес жестокое поражение, прорвав ударом кавалерии середину вражеского строя, после чего пехота довершила разгром и захватила сабинский лагерь. Валерий справил триумф.

## Война 475 года до н. э.
В 475 году до н. э. сабины поддержали вейентов, но были разгромлены в сражении при Вейях.

## Война 470—467 годов до н. э.
Пользуясь очередным политическим кризисом в Риме, сабины и эквы совершили масштабный набег и опустошили римскую территорию, увезя огромную добычу. Против сабинов был направлен консул Тиберий Эмилий Мамерк, разграбивший их земли. Сражение между римлянами и сабинами имело неопределенный исход.
В 468 году до н. э. сабины вновь предприняли крупный набег, и были отброшены почти от самых Коллинских ворот и стен Рима. Консул Квинт Сервилий Приск Структ совершил ответный набег. Сабины укрылись в городах и на бой не вышли, поэтому римляне ограничились разграблением их округи.
Согласно Дионисию, в 467 году до н. э. Эмилий Мамерк совершил новое вторжение в земли сабинов и снова их опустошил (если это сообщение не является дублетом кампании 470 года до н. э.).

## Заговор Гердония
В 460 году до н. э. сабины в последний раз попытались овладеть Римом. Отряд под командованием Аппия Гердония захватил Капитолий и несколько дней удерживал его. Только своевременная помощь, оказанная тускуланским диктатором Луцием Мамилием, позволила разгромить сабинов.

## Война 458—457 годов до н. э.
В 458 году до н. э., одновременно с новым нападением эквов, сабины с большим войском вторглись на римскую территорию. Дионисий пишет, что они дошли до Фиден, а по словам Ливия, «огромное войско сабинов, опустошая все вокруг, подошло чуть ли не к стенам Рима: разорены были окрестности, и страх охватил Город». Против них был направлен консул Гай Навций, который встал лагерем у Эрета и начал опустошать набегами земли сабинов. Когда его коллега Луций Минуций попал в окружение у Альгида, Навций был вызван в Рим, где назначил диктатором Цинцинната. Вернувшись к войску, Навций одержал победу над сабинами при Эрете.
Под 457 годом до н. э. Дионисий и Ливий помещают новую кампанию: якобы сабины опять большими силами обрушились на римские владения, и толпы беженцев, наводнившие город, утверждали, что враги заняли всю местность между Фиденами и Крустумерием. Против них был послан консул Квинт Минуций, разграбивший сабинские поля. А Ливий пишет, что «Минуций выступил против сабинов, но неприятеля не обнаружил» (так как сабины укрылись в городах). Возможно, это дублет кампании предыдущего года.

## Война 450—449 годов до н. э.
В 450 году до н. э., воспользовавшись новым политическим кризисом в Риме, сабины и эквы снова вторглись на его территорию. Против сабинов были направлены три легиона под командованием децемвиров Квинта Фабия, Квинта Петелия и Мания Рабулея. Римское войско потерпело поражение под Эретом и бежало в Фидены и Крустумерий.
После свержения власти децемвиров консул Марк Гораций Барбат в 449 году до н. э. одержал победу над сабинами, после чего упоминания об этом народе надолго исчезают из источников.

## Теория сабинского завоевания Рима
В конце XIX века Этторе Паис на основании изучения римско-сабинских войн конца VI — середины V веков до н. э., особенно эпизодов с переселением Аппия Клавдия, заговором Гердония и внезапным прекращением сабинских набегов сделал вывод о том, что сабины завоевали Рим. Эта теория имела своих приверженцев (в частности, её разделял Жак Эргон), но большинство исследователей считают подобное предположение слишком смелым. После того, как взгляды Паиса были раскритикованы Гаэтано де Санктисом и Андре Пиганьолем, он смягчил свою позицию, заменив термин «завоевание» на «вторжение», в результате которого в Риме образовалась «смешанная популяция». В вопросе о воздействии сабинов на Рим единого мнения нет, однако, данные археологии свидетельствуют, что в V веке до н. э. Рим переживал серьезный экономический упадок, а состав населения изменился за счет притока поселенцев из сельских районов.

## Покорение сабинов
В дальнейшем сабины сохраняли с римлянами мирные отношения. Покорение сабинских земель римляне начали по окончании Второй Латинской войны и переходу к экспансии за пределами Лация. В 338 году до н. э. Номент вместе с латинскими городами Арицией и Педом получил права гражданства (по-видимому, с правом голоса). Вероятно, тогда же в состав римских владений вошел Эрет. Основание в 299 году до н. э. в землях умбров колонии латинского права — Нарнии — предполагает подчинение южных сабинских земель (Куры). В 293 году до н. э. был взят Амитерн. Окончательно сабины были покорены в 290 году до н. э. По сообщению Ливия, сабины подняли восстание, и консул Маний Курий Дентат, до этого разгромивший родственных им самнитов, нанес этому народу поражение и заставил подчиниться в ходе кампании, в результате которой кроме сабинов были покорены претуттии и пицены. По словам Флора, «римский народ огнём и мечом опустошил все то пространство, где Нар, Аниен, Велинские источники, вплоть до Адриатического моря», завоевав большие территории. Мнение Моммзена, сделавшего на основании сообщения Флора вывод о том, что римляне истребили большую часть местного населения, было оспорено позднейшими историками, однако, очевидно, что сабинам пришлось поступиться частью земель в пользу Рима. В 290 году до н. э. сабины получили гражданство без права голоса (civitas sine suffragio), а в 268 году до н. э. им было предоставлено полноценное римское гражданство.